# Reductieve eliminatie
De reductieve eliminatie is een reactie waarbij een metaalcomplex met twee naburige covalent gebonden liganden en een relatief hoge oxidatietoestand gereduceerd wordt door de covalente binding tussen het metaal en de liganden te verbreken. Zowel de oxidatietoestand als het aantal elektronen rond het metaalatoom dalen met twee.
In de Suzuki-reactie vormt een reductieve eliminatie de eerste stap, voorafgegaan door een oxidatieve additie. Deze reactie is net het omgekeerde van de reductieve eliminatie.